# Sântămăria-Orlea
Sântămăria-Orlea oder alte Schreibweise Sîntămăria-Orlea [ˈsɨntɘmɘria orlea] (deutsch Liebfrauen, ungarisch Orlya-Boldogfalva oder Őraljaboldogfalva) ist eine Gemeinde im Kreis Hunedoara in der Region Siebenbürgen in Rumänien.
Der Ort ist auch unter der deutschen Bezeichnung Mariendorf und den ungarischen Boldogasszonyfalva und Hátszegboldogasszonyfalva bekannt.

## Geographische Lage

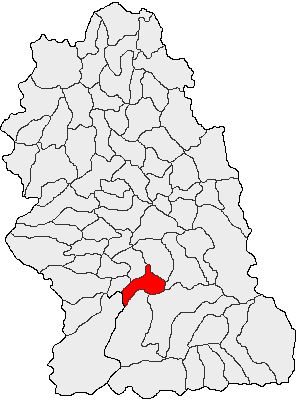
Lage der Gemeinde Sântămăria-Orlea im Kreis Hunedoara

Die Gemeinde Sântămăria-Orlea liegt an der Mündung des Sibișel – eines rechten Zuflusses des Râul Mare – im Südwesten Siebenbürgens im Hatzeger Land (Țara Hațegului), nördlich des Retezat-Gebirges. An der Europastraße 79 und der Bahnstrecke Simeria–Petroșani gelegen, befindet sich der Ort ca. 10 Kilometer südlich der Kleinstadt Hațeg (Hatzeg); die Kreishauptstadt Deva (Diemrich) liegt 44 Kilometer nördlich von Sântămăria-Orlea entfernt.
Der Bahnhof der Gemeinde befindet sich im eingemeindeten Dorf Subcetate (Vorstadt), ca. 3 Kilometer von Sântămăria-Orlea entfernt.

## Geschichte
Der Ort Sântămăria-Orlea wurde als Besitz der kleinadligen Familie Cândea 1315 erstmals urkundlich erwähnt. Im 15. Jahrhundert wurde dem Ort das Marktrecht zugeteilt.
Die Geschichte der Besiedlung in der Region reicht jedoch nach Berichten von J. M. Ackner (1856), S. Moldovanu (1894), L. Kövári, J. F. Neigebauer und anderen bis in die Hallstattzeit zurück. Auf dem Areal des Dorfes Subcetate, in der Nähe des Bahnhofs, auf dem von den Einheimischen genannten Berg Petriș (Măgura Orlea, 438 m ü. M.) wurden archäologische Funde gemacht, welche der Jungsteinzeit zugeordnet wurden. Auf dem Areal der Gemeinde verlief nach Angaben von Neigebauer, Kövári und Ackner auch eine Römerstraße.
Die Bewohner leben heute vorwiegend von der Viehzucht und der Landwirtschaft.

## Bevölkerung
Bei der Volkszählung 1850 lebten auf dem Gebiet der heutigen Gemeinde 2383 Menschen. 2192 davon waren Rumänen, 60 Ungarn, fünf Deutsche, 125 Roma und ein anderer. Die höchste Einwohnerzahl (3996) und gleichzeitig die der Roma (289) wurde 1992 erreicht. Die höchste Anzahl der Rumänen (3813) wurde 1966, die der Ungarn (377) 1910 und die der Deutschen (47) 1920 gezählt. Darüber hinaus bezeichneten sich bei einigen Volkszählungen einige Einwohner als Ukrainer, als Serben (1910 und 1930 je einer) und als Slowaken. Die höchste Anzahl der Ukrainer (5) wurde 1910 und die der Slowaken (6) 1910 erreicht. 2002 lebten in der Gemeinde Sântămăria-Orlea 3522 Menschen, davon waren 3270 Rumänen, 36 Ungarn, fünf Deutsche, 190 Roma, ein Ukrainer, 18 Italiener und zwei andere.

## Sehenswürdigkeiten
- Die reformierte Kirche, im 13. Jahrhundert von der Familie Cândea gestiftet, ist eine romanische Hallenkirche, mit gotischen Stilelementen am Gewölbe; der Glockenturm zeigt in westliche Richtung.[8] Die Kirche war ursprünglich eine orthodoxe, später eine katholische und jetzt eine reformierte, was an den Malereien des 14. und 15. Jahrhunderts im Schiff zu erkennen ist.[5] Die Kirche ist auch Grablege der Familie Cândea (Kendeffy) und steht unter Denkmalschutz.[9]
- Das Schloss Kendeffy, im 18. Jahrhundert errichtet, im 19. Jahrhundert erneuert, mit dem dazugehörigen Anwesen steht unter Denkmalschutz.[9] Im Schloss wird seit 1982 ein Hotel betrieben.[10]
- Die orthodoxe Steinkirche Sf. Gheorghe mit Altarmalereien und die Ruinen einer Burg der Familie Cândea, Ende des 13./ Anfang des 14. Jahrhunderts errichtet, im eingemeindeten Dorf Sânpetru[8] stehen unter Denkmalschutz.[9] Auf dem Areal des Dorfes wurden Fossilien gefunden,[11] darunter  die des Flugsauriers Hatzegopteryx. Franz von Nopcsa (1815–1904) – einer der höchsten Hofbeamten der k.u.k. Monarchie –, war einer der ersten Entdecker der Fossilien im Hatzeger Land.[10]
- Die Ruinen der Villa der kleinadligen Familie Nopcsa,[12] im 19. Jahrhundert errichtet und die Ruinen der alten rumänisch-orthodoxen Kirche (17. Jahrhundert errichtet) im eingemeindeten Dorf Săcel (Satschallen), stehen unter Denkmalschutz.[9] Das Dorf Săcel ist auch Geburtsort des Paläontologen Franz Nopcsa.
- Die Ruine eines sechseckigen Bergfried auf dem Berg Petriș[13] (⊙), einer ehemals königlichen Burg mit ca. 200 m² großem Innenhof, von einem Außenwall und Graben umgeben, aus dem 13. und 14. Jahrhundert im eingemeindeten Dorf Subcetate[8] wurde mit seinen drei Meter dicken steinernen Mauern vermutlich auf den Ruinen eines römischen Turms errichtet (nach Angaben von M. Moga, 1937).[4]
- Die Stauseen Sântămăria-Orlea, Păclișa und Covragiu-Subcetate.